# Jacques Poch

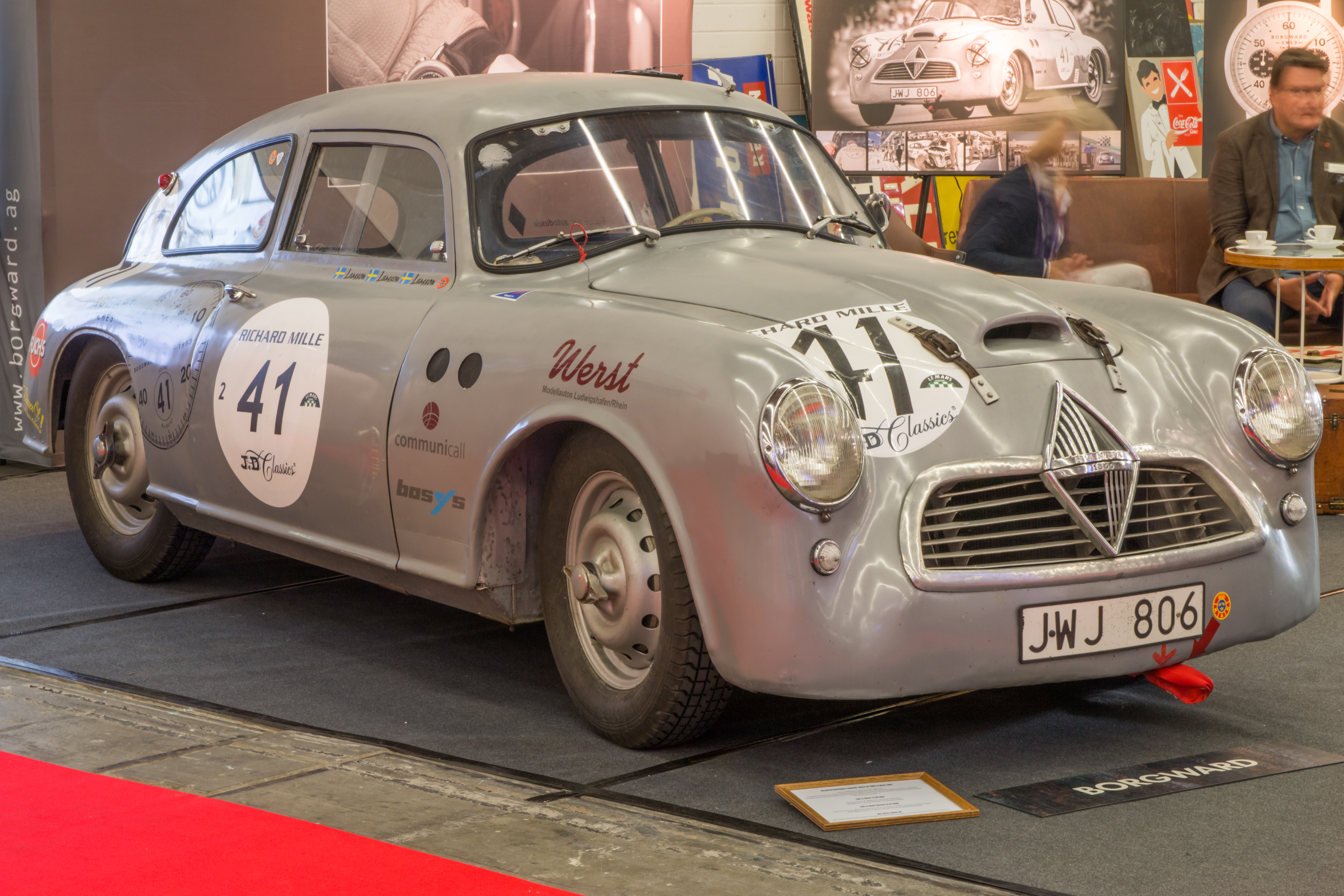
Auf einem Borgward Hansa 1500 Rennsport bestritt Jacques Poch das 24-Stunden-Rennen von Le Mans 1953

Jacques Jean Prosper Poch (* 21. Juli 1912 in Paris; † 21. Mai 2009 ebenda) war ein französischer Unternehmer und Autorennfahrer.

## Unternehmer
Jacques Poch kam 1912 in Paris zur Welt. Sein Vater Prosper Poch betrieb in Arnage ein Sägewerk. Nach dem Ort ist eine Kurve des Circuit des 24 Heures benannt, auf dem das 24-Stunden-Rennen von Le Mans ausgetragen wird. Im Alter von 11 Jahren besuchte er gemeinsam mit seinem Vater 1923 das erste 24-Stunden-Rennen. Nach seiner Schulzeit, die er untern anderem am Lycée Montaigne in Paris verbrachte, begann er 1930 bei einem Autohändler in seiner Heimatstadt im Vertrieb zu arbeiten. 
1938 eröffnete er das erste eigene Unternehmen, eine kleine Werkstatt in einem Hinterhof in Neuilly-sur-Seine. Während des Zweiten Weltkriegs verkaufte er unter anderem Brenngas-Vergaser von Facel. Nach dem Ende des Kriegs war er der erste Importeur von Fahrzeugen der Marken Škoda Auto, Tatra und Aero Minor. Dazu kamen Motorräder von Jawa. Um die französischen Automobilhersteller zu unterstützen, verhängte die französische Regierung 1948 einen teilweisen Importstopp, von dem auch die von Poch importierten Marken betroffen waren. Dieses Verbot wurde erst 1958 vollständig aufgehoben.
Nach dem Ende des Importverbots nahm Poch den Fahrzeugimport wieder auf. Zu den bisherigen Marken kamen über die Jahre Borgward, Moskwitsch und Lada. Poch wurde zum größten Lada-Händler Frankreichs; 1986 wurden 26.000 Neuwagen verkauft. Im selben Jahr übergab er seine Unternehmensgruppe an seinen Sohn, der Jahre später mit der gesamten Gruppe in Insolvenz ging.

## Karriere als Rennfahrer
In der Zeit der Importsperre durch die französische Regierung verlegte sich Poch auf die Reparatur von Fahrzeugen und ging seiner Leidenschaft für den Motorsport nach. 1949 bestritt er sein erstes 24-Stunden-Rennen von Le Mans. Er meldete eine im eigenen Unternehmen aufgebauten Aero Minor Sport 750. Sein Teamkollege war der Tscheche Ivan Hodač. Das Duo belegte den 19. Rang in der Gesamtwertung. Bis 1958 war er siebenmal bei diesem 24-Stunden-Rennen am Start. Neben eigenen Meldungen war er unter anderem für Alexandre Constantin aktiv und fuhr 1953 einen Werks-Borgward. Beste Platzierung war der 17. Rang 1958.
Abseits von Le Mans wurde er 14. Beim 12-Stunden-Rennen von Paris 1950 und 13. beim 12-Stunden-Rennen von Reims 1953.

## Statistik

### Le-Mans-Ergebnisse
| Jahr | Team                   | Fahrzeug                      | Teamkollege          | Platzierung | Ausfallgrund     |
| ---- | ---------------------- | ----------------------------- | -------------------- | ----------- | ---------------- |
| 1949 | Jacques Poch           | Aero Minor Sport 750          | Ivan Hodač           | Rang 19     |                  |
| 1950 | Jacques Poch           | Aero Minor Sport 750          | Edmond Mouche        | Ausfall     | Unfall           |
| 1951 | Jacques Poch           | Aero Minor Sport 750          | Maurice Vaselle      | Ausfall     | Motorschaden     |
| 1952 | Alexandre Constantin   | Constantin C                  | Alexandre Constantin | Ausfall     | Unfall           |
| 1953 | Borgward GmbH          | Borgward Hansa 1500 Rennsport | Edmond Mouche        | Ausfall     | Motorschaden     |
| 1955 | Alexis Constantin      | Constantin C Barquette        | Jacques Savoye       | Ausfall     | Kraftübertragung |
| 1958 | Equipe Monopole Course | Monopole X86                  | Guy Dunaud-Saultier  | Rang 17     |                  |

### Einzelergebnisse in der Sportwagen-Weltmeisterschaft
| Saison | Team                 | Rennwagen                      | 1   | 2   | 3   | 4   | 5   | 6   | 7   |
| ------ | -------------------- | ------------------------------ | --- | --- | --- | --- | --- | --- | --- |
| 1953   | Borgward             | Borgward Hansa 1500 Sportcoupé | SEB | MIM | LEM | SPA | NÜR | RTT | CAP |
| 1953   | Borgward             | Borgward Hansa 1500 Sportcoupé | DNF |     |     |     |     |     |     |
| 1955   | Alexandre Constantin | Constantin C Barquette         | BUA | SEB | MIM | LEM | RTT | TAR |     |
| 1955   | Alexandre Constantin | Constantin C Barquette         | DNF |     |     |     |     |     |     |
| 1958   | Monopole             | Monopole X86                   | BUA | SEB | TAR | NÜR | LEM | RTT |     |
| 1958   | Monopole             | Monopole X86                   |     | 17  |     |     |     |     |     |